# إتسوكو ناكانيشي
إتسوكو ناكانيشي هي طبالة يابانية، ولدت في 11 يوليو 1977 في نارا في اليابان.